# Quercus intricata
Quercus intricata Trel. – gatunek roślin z rodziny bukowatych (Fagaceae Dumort.). Występuje naturalnie w Meksyku (w stanach Coahuila, Durango, Nuevo León, San Luis Potosí i Zacatecas) oraz południowych Stanach Zjednoczonych (w Teksasie). 

## Morfologia
PokrójZimozielony krzew. Kora jest łuszcząca się i ma szarą barwę.
LiścieBlaszka liściowa jest skórzasta i ma kształt od owalnego do podługowatego. Mierzy 10–25 cm długości oraz 5–13 cm szerokości, jest całobrzega, ma nasadę od sercowatej do klinowej i wierzchołek od tępego do ostrego. Ogonek liściowy jest nagi i ma 2–3 mm długości.
OwoceOrzechy zwane żołędziami o jajowatym kształcie, dorastają do 9–12 mm długości i 8–10 mm średnicy. Osadzone są pojedynczo w miseczkach w kształcie kubka, które mierzą 7–8 mm długości i 10 mm średnicy. Orzechy otulone są w miseczkach do 35–50% ich długości.

## Biologia i ekologia
Rośnie w lasach mieszanych, widnych lasach, na skalistych stokach oraz w chaparralu. Występuje na wysokości od 1500 do 2500 m n.p.m.